# Sydinvest
Investeringsforeningen Sydinvest er en investeringsfond. Sydinvest har hovedkontor på Sydbank A/S' adresse på Peberlyk i Aabenraa. Sydinvest er administreret af Syd Fund Management A/S, der fungerer som investeringsforvaltningsselskab for foreningen.

## Eksternt link
- Sydinvests hjemmeside

| Økonomi | Spire Denne artikel om økonomi er en spire som bør udbygges. Du er velkommen til at hjælpe Wikipedia ved at udvide den. |